# Chak-e Wardak
Chak-e Wardak är ett distrikt i Afghanistan. Det ligger i provinsen Wardak, i den centrala delen av landet, 80 kilometer sydväst om huvudstaden Kabul.
Distriktet beräknades år 2022 ha cirka 99 000 invånare.